# دينيس جي. دريسكول
دينيس جي. دريسكول هو محامي ومدرس وسياسي أمريكي، ولد في 27 مارس 1871، وتوفي في 18 يناير 1958 في سانت ماريز في الولايات المتحدة. نشط حزبياً في الحزب الديمقراطي. وقد انتخب عضو مجلس النواب الأمريكي ‏.